# المولویا د خوارز
المولویا د خوارز (به اسپانیایی: Almoloya de Juárez) از شهرهای کشور مکزیک است که در ایالت استادو د مخیکو قرار دارد و جمعیت آن طبق سرشماری سال ۲۰۱۰ میلادی ۱۳۹٬۸۲۱ نفر بوده است.